# Sierra de Moratalla
Sierra de Moratalla este o arie protejată (arie de protecție specială avifaunistică — SPA) din Spania întinsă pe o suprafață de 21.521,71 ha, integral pe uscat.

## Localizare
Centrul sitului Sierra de Moratalla este situat la coordonatele 38°14′32″N 1°56′27″W / 38.2422°N 1.9408°V.

## Înființare
Situl Sierra de Moratalla a fost declarat arie de protecție specială avifaunistică în martie 2001 pentru a proteja 39 de specii de animale.

## Biodiversitate
Situată în ecoregiunea mediteraneană, aria protejată conține 22 de habitate naturale: Pajiști umede mediteraneene cu ierburi înalte de Molinio-Holoschoenion, Pante stâncoase calcaroase cu vegetație casmofită, Grohotișuri termofile și vest-mediteraneene, Izvoare petrifiante cu formare de travertin (Cratoneurion), Râuri mediteraneene cu debit permanent și vegetație de Glaucium flavum, Matorral arborescenți cu Juniperus spp., Liziere de ierburi înalte hidrofile de câmpie și de nivel montan până la alpin, Lande oro-mediteraneene cu formațiuni endemice de grozamă, Lacuri eutrofice naturale cu vegetație de tip Magnopotamion sau Hydrocharition, Galerii de Salix alba și de Populus alba, Păduri iberice de Quercus faginea și Quercus canariensis, Pajiști carstice calcaroase sau bazofile, de Alysso-Sedion albi, Iazuri temporare mediteraneene, Pajiști alpine și subalpine calcaroase, Păduri de pin (sub-) mediteraneene cu pini negri endemici, Ape puternic oligomezotrofe cu vegetație bentonică cu Chara spp., Tufărișuri termo-mediteraneene și de pre-deșert, Pseudostepă cu ierburi și specii anuale de Thero-Brachypodietea, Mlaștini calcaroase cu Cladium mariscus și specii de Caricion davallianae, Păduri de Quercus ilex și Quercus rotundifolia, Galerii și tufărișuri riverane sudice (Nerio-Tamaricetea și Securinegion tinctoriae), Râuri mediteraneene cu debit permanent cu specii de Paspalo-Agrostidion și galerii riverane de Salix și de Populus alba.
La baza desemnării sitului se află mai multe specii protejate:
- păsări (29): uliu porumbar (Accipiter gentilis), acvilă de munte (Aquila chrysaetos), buha (Bubo bubo), șorecarul comun (Buteo buteo), ciocârlie-cu-degete-scurte (Calandrella brachydactyla), caprimulg (Caprimulgus europaeus), șerpar (Circaetus gallicus), dumbrăveancă (Coracias garrulus), șoim călător (Falco peregrinus), șoimul rândunelelor (Falco subbuteo), vânturel roșu (Falco tinnunculus), ciocârlan (Galerida cristata), vulturul pleșuv sur (Gyps fulvus), acvilă pitică (Hieraaetus pennatus), forfecuță gălbuie (Loxia curvirostra), ciocârlie de pădure (Lullula arborea), ciocârlie de bărăgan (Melanocorypha calandra), prigoare (Merops apiaster), muscar sur (Muscicapa striata), pietrar mediteranean (Oenanthe hispanica), Oenanthe leucura, ciuf-pitic (Otus scops), pițigoi de brădet (Parus ater), Pyrrhocorax pyrrhocorax, mărăcinar negru (Saxicola torquatus), turturică (Streptopelia turtur), silvie de tufiș (Sylvia undata), pănțărușul (Troglodytes troglodytes), pupăză (Upupa epops)
- amfibieni (1): Discoglossus galganoi
- mamifere (8): vidră de râu (Lutra lutra), liliac cu aripi lungi (Miniopterus schreibersii), liliac cu urechi de șoarece (Myotis blythii), liliac cu picioare lungi (Myotis capaccinii), liliac comun (Myotis myotis), liliacul mediteranean cu potcoavă (Rhinolophus euryale), liliacul mare cu potcoavă (Rhinolophus ferrumequinum), liliacul mic cu potcoavă (Rhinolophus hipposideros)
- reptile (1): Mauremys leprosa

Pe lângă speciile protejate, pe teritoriul sitului au mai fost identificate 84 de specii de plante, 32 de specii de păsări, 7 specii de amfibieni, 14 specii de mamifere, 8 specii de reptile.